# Franjo Rupnik
Franjo (Frane) Rupnik (Osijek, 5. svibnja 1921. – Ljeskavica, Osijek, 23. travnja 2000.), hrvatski je bivši nogometaš i državni reprezentativac. Poznat je bio po vrsnom driblingu i kao izvrsni strijelac.

## Vanjske poveznice
- National Football Teams: Franjo Rupnik